# Comunidade Intermunicipal das Terras de Trás-os-Montes

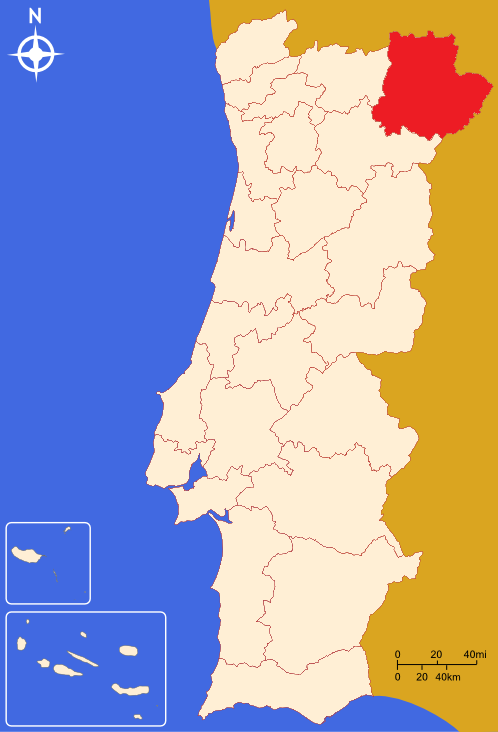
Comunidade Intermunicipal das Terras de Trás-os-Montes

A Comunidade Intermunicipal das Terras de Trás-os-Montes, também designada por CIM TTM, é uma comunidade intermunicipal (CIM) de Portugal. É composta por 9 municípios. A área geográfica corresponde à NUTS III das Terras de Trás-os-Montes.

## Municípios
| Município            | Área (em km²) | População (censo de 2011) |
| -------------------- | ------------- | ------------------------- |
| Alfândega da Fé      | 321,9         | 5104                      |
| Bragança             | 1173,6        | 35.341                    |
| Macedo de Cavaleiros | 699,1         | 15.776                    |
| Miranda Do Douro     | 484,08        | 7.482                     |
| Mirandela            | 659           | 23.850                    |
| Mogadouro            | 760,6         | 9.542                     |
| Vila Flor            | 265,8         | 6.697                     |
| Vimioso              | 481,6         | 4.669                     |
| Vinhais              | 694,8         | 9.066                     |
| Total                | 5543,6        | 117.527                   |